# WebDAV
WebDAV er en engelsk forkortelse for: Web-based Distributed Authoring and Versioning.
Det er en udvidelse af http-protokollen og giver web-redaktører mulighed for at samarbejde om det at forfatte, redigere og udgive et web-sted på et fjernt beliggende it-system med anvendelse af versionskontrol.
Det kan også betragtes som et net-orienteret filsystem, der er tilpasset Internet.
Mere populært kan man sige, at http giver brugerne læseadgang, WebDAV giver brugerne skriveadgang.